# Еццеліно III да Романо
Еццеліно III да Романо (італ. Ezzelino da Romano) (25 квітня 1194, замок Онара біля Падуї — 1 жовтня 1259, Сончино) — військово-політичний діяч середньовічної Італії, синьйор Верони, Падуї та Віченци, один з лідерів гібелінів.

## Життєпис
Походив з роду синьйорів Романо-д'Еццеліно. Родоначальник династії був німецьким лицарем, який у 1036 році прибув в Італію в почті  Конрада II й отримав від імператора замок на горі біля Падуї. 
Еццеліно II да Романо (батько Еццеліно III да Романо) володів землями в околицях Тревізо та Падуї. Центром його володінь був родовий замок Романо неподалік Віченци. Життя своє Еццеліно II да Романо закінчив у монастирі, за що й отримав прізвисько «Монах». 
У 1226 році Еццеліно III стає подестою у Вероні, однак вже через 4 роки був змушений тікати з міста. Взяв участь у боротьбі гвельфів та гібеллінів на боці імператора Фрідріха II. Був ідейним прихильником імператорської влади. Під час відсутності імператора був його намісником. Активно боровся проти гвельфів в Ломбардії. Еццеліно III да Романо встановив імператорську владу над багатьма місцевостями на Півночі Італії, суттєво похитнувши позиції Ломбарського союзу міст.
Військові успіхи Еццеліно III да Романо зіграли ключову роль у перемозі Фрідріха II над гвельфами під Кортенуовою у 1237  році. Вдячний імператор на знак подяки віддав за Еццеліно III свою позашлюбну доньку Сельваджію.
У 1239—1245 роках Еццеліно III спільно з Енцо (позашлюбним сином імператора) продовжував успішно боротися проти міст, що підтримували Святий Престол. У 1247 в осаду було взято Парму, але вже наступного, 1248, року Еццеліно III зазнав серйозної поразки біля Вітторії. 
Після смерті Фрідріха II у 1250 році Еццеліно III лишався головою імператорської партії в Італії. Конрад IV підтвердив його у званні головного вікарія імператорського престолу. Однак його наступник Манфред обрав головнокомандувачем імператорськими військами в Ломбардії маркіза Паллавічіно.
Окрім підтримки імператора Еццеліно III постійно працював над створенням територіального князівства, де він міг би мати необмежену владу. Він зміг заволодіти й втримати величезну територію, що включала в себе  Верону, Бассано, Беллуно, Тренто, Тревізо, Есте, Фельтре й Падую. Його володіння простягалися від кордонів Мілану до Адріатики та від Альп до Феррари. Підтримаючи партію гібеллінів, Еццеліно суворо розправлявся з мешканцями гвельфських міст.
За численні злочини він був у 1254 році відлучений від церкви, а у 1256 році проти нього був організований хрестовий похід. Втім, у 1256 році він ледь не захопив Мантую та, втрутившись у внутрішнє протистояння, спробував завоювати Мілан. Але у битві під Кассано-д'Адда 27 вересня 1259 року він був розбитий і захоплений в полон своїми противниками. У полоні він відмовився від їжі та зірвав перев'язки, накладені йому на рани, таким чином фактично здійснивши самогубство, відмовившись визнати над собою зверхність папістів. 
«Держава» Еццеліно після його смерті розпалася на частини. Верона, Бассано та Віченца повернули собі міські вольності.  Його брат Альберіко да Романо (який мав би стати спадкоємцем) був схоплений міліцією Верони, Віченци, Падуї та Мантуї, підданий катуванням та вбитий разом зі своєю родиною.

## Правління  Еццеліно ІІІ
Відзначаєттся як вкрай жорстоке. Наприклад, після взяття Пріоли за наказом Еццеліно у всіх мешканців, без різниці статі й віку, були виколоті очі, відрізані носи й відрубані ноги. Іншого разу да Романо зачинив у замку й замордував голодом цілу родину своїх противників. В одній лише Падуї він облаштував аж вісім в'язниць, в кожній з яких сиділо по кілька сотень людей. Жахливі умови утримання завдавали в'язням не менших мук, ніж постійні катування, які там практикувалися. 
Хроніст-францисканець Салімбене Пармський порівнював Еццеліно ІІІ з римськими імператорами Нероном, Доміціаном, Децієм та Діоклетіаном. У 1256 році у Вероні да Романо одночасно спалив одинадцять тисяч полонених падуанців, а навколо жахливого костровища було влаштовано лицарський турнір. Деякі історики вважають, що Еццеліно ІІІ да Романо був психічно хворим людиноненависником та одержимим кривавою манією убивств.

## Образ в літературі
Образ Еццеліно ІІІ почав демонізуватися в народній творчості майже одразу після того як реальний персонаж зійшов з історичної сцени (див. «Cento novelle antiche», вид. 1525 року, № 31, 84). Літописні розповіді самовидців породили цілу літературу про нього (див. Scardeonius, «De urbis Patav. antiquis» у «Thesaurus Grawii», VI, III, стр. 259). Талановитий полководець та грізний деспот Еццеліно ІІІ да Романо привертав увагу письменників й художників, які творили його образ у своїх творах. Історія його сходження й падіння викладена в трагедії Альбертіно Муссато «Еццерініда» (1315), за сюжетом якої Еццеліно виявляється сином Диявола. Данте Аліг'єрі у своїй «Божественій комедії» помістив його в Пекло.
У XIX столітті  у зв'язку з об'єднанням Італії в європейській літературі підвищилася зацікавленість історичними попередниками державної єдності італійських земель, в тому числі й Еццеліно ІІІ да Романо. Він є одним з головних персонажів новели класика швейцарської німецькомовної літератури Конрада Фердинанда Мейєра (1825—1898) «Одруження ченця». Трактовка образу Еццеліно ІІІ в новелі є багатозначною. Передусім він виступає як втілення Долі, Фатуму та трагізму як атрибутів людського існування, яких неможливо уникнути. Він відсторонений та байдужий до людського горя, трагедій і страждань, зокрема й тих, винуватцем яких є він сам. Еццеліно  показаний як реальний політик — масштабний, але водночас з тим прагматичний, цинічний та жорстокий. Характеристика власне особистісних якостей цього персонажа витримана в новелі скоріше в позитивних тонах; підкреслюється, що  Еццеліно — «серьйозна та по природі своїй благородна людина». 
Еццеліно ІІІ да Романо згаданий також у книзі Оскара Вайльда «Портрет Доріана Грея» серед «тих, кого Надмірність, Порок та Кровожерливість перетворили у чудовиськ та безумців»

## Образ у музичному мистецтві
- Сюжет новели К. Ф. Мейєра «Одруження ченця» став основою лібретто кількох одноймених опер, з яких найбільшу відомість отримала опера німецького композитора Августа Клугхардта (1885); відповідно, образ Еццеліно ІІІ да Романо знайшов відображення не тільки в літературі, але і в музичному мистецтві.
- Еццеліно також присвячена пісня з однойменною назвою виконавиці «Канцлер Гі».